# Mandat de protection future
Pour le mandat de protection au Québec, voir Mandat de protection.
Le mandat de protection future est un type de contrat français créé en application de la loi n° 2007-308 du 5 mars 2007 portant réforme de la protection juridique des majeurs et applicable depuis le 1er janvier 2009. Ce mandat régi par les articles 477 à 488 et 492 à 494 du Code civil permet à un majeur ou à un mineur émancipé de désigner un ou plusieurs mandataires pour s'occuper de son patrimoine et de sa personne en cas de nécessité.

## Les conditions de validité

### Qui peut établir un mandat?
Les qualités requises pour établir un mandat de protection future sont prévues par l'article 477 du Code civil.
Le contrat pour être valable peut être réalisé par :
- un mineur émancipé,
- un majeur ne faisant pas l'objet d'une mesure de tutelle,
- une personne en curatelle avec l'accord de son curateur,
- un parent pour son enfant mineur, ou son enfant majeur handicapé sous certaines conditions.

### Sur quoi peut porter le mandat?
Le mandat peut avoir pour objet la protection du patrimoine et de la personne. Le mandat peut désigner un ou plusieurs mandataires.
Néanmoins, les pouvoirs du mandataire diffèrent si le mandat est passé sous seing privé ou par acte notarié.

### Comment rédiger le mandat?
Le mandat peut prendre deux formes différentes qui n'offrent pas la même étendue des pouvoirs au(x) mandataire(s).
Le mandat de protection future peut ainsi prendre la forme d'un acte authentique rédigé par un notaire. Les pouvoirs du mandataire peuvent alors être plus large, incluant tous les actes patrimoniaux que le tuteur a le pouvoir d'accomplir seul ou avec une autorisation.
Le mandat de protection future peut aussi prendre la forme d'un acte sous seing privé. Il doit quant à lui respecter un modèle établi par le Conseil d'État ou être contresigné par un avocat. Les pouvoirs du mandataire sont dans ce cas moins importants et limités aux actes qu'un tuteur peut faire sans autorisation.

### Qui peut être désigné mandataire?
Les qualités requises pour être l'exécuteur d'un mandat de protection future sont prévues par l'article 480 du Code civil. Il peut s'agir de toute personne physique capable, ou d'une personne morale inscrite sur la liste des mandataires judiciaires à la protection des majeurs (MJPM). Les membres des professions médicales et de la pharmacie, ainsi que les auxiliaires médicaux ne peuvent pas être les mandataires de leurs patients.

## Portée et intérêt du mandat
Le mandat de protection future permet d'anticiper sa protection, en désignant à l'avance la personne qui sera chargée de gérer ses intérêts ou ceux de ses enfants, en cas de nécessité.
Les règles applicables à la protection de la personne (articles 457-1 à 459-2 du Code civil) pourront s’étendre à la mission de la personne de confiance telle que définie dans le Code de la santé publique et le Code de l’action sociale et des familles.

## Le contrôle du mandataire
Le mandant peut désigner dans son mandat une ou plusieurs personnes qui seront chargées de contrôler les actions du mandataire dans le cadre de ses fonctions.
À l'ouverture du mandat de protection, le mandataire se doit d'établir un inventaire du patrimoine du mandant. Il devra par la suite, annuellement, faire un bilan de sa gestion aux contrôleurs désignés dans le mandat et établir un compte de gestion chaque année.
À la fin du mandat de protection, le mandataire devra fournir au mandant ou à son représentant ou à ses héritiers un inventaire actualisé du patrimoine et les 5 derniers comptes de gestion.

## La fin du mandat de protection
Le mandat de protection peut prendre fin dans 4 situations :
- Le mandant retrouve ses facultés ;
- Le mandant décède ou est placé sous curatelle ou tutelle ;
- Le mandataire décède ou est placé sous un régime de protection ;
- Le mandataire est révoqué par le juge des tutelles.